# Anii 70 î.Hr.
Secole: Secolul al II-lea î.Hr. - Secolul I î.Hr. - Secolul I
Decenii: Anii 120 î.Hr. Anii 110 î.Hr. Anii 100 î.Hr. Anii 90 î.Hr. Anii 80 î.Hr. - Anii 70 î.Hr. - Anii 60 î.Hr. Anii 50 î.Hr. Anii 40 î.Hr. Anii 30 î.Hr. Anii 20 î.Hr.
Anii: 80 î.Hr. | 79 î.Hr. | 78 î.Hr. | 77 î.Hr. | 76 î.Hr. | 75 î.Hr. | 74 î.Hr. | 73 î.Hr. | 72 î.Hr. | 71 î.Hr. | 70 î.Hr.
Evenimente